# Brian Mertes

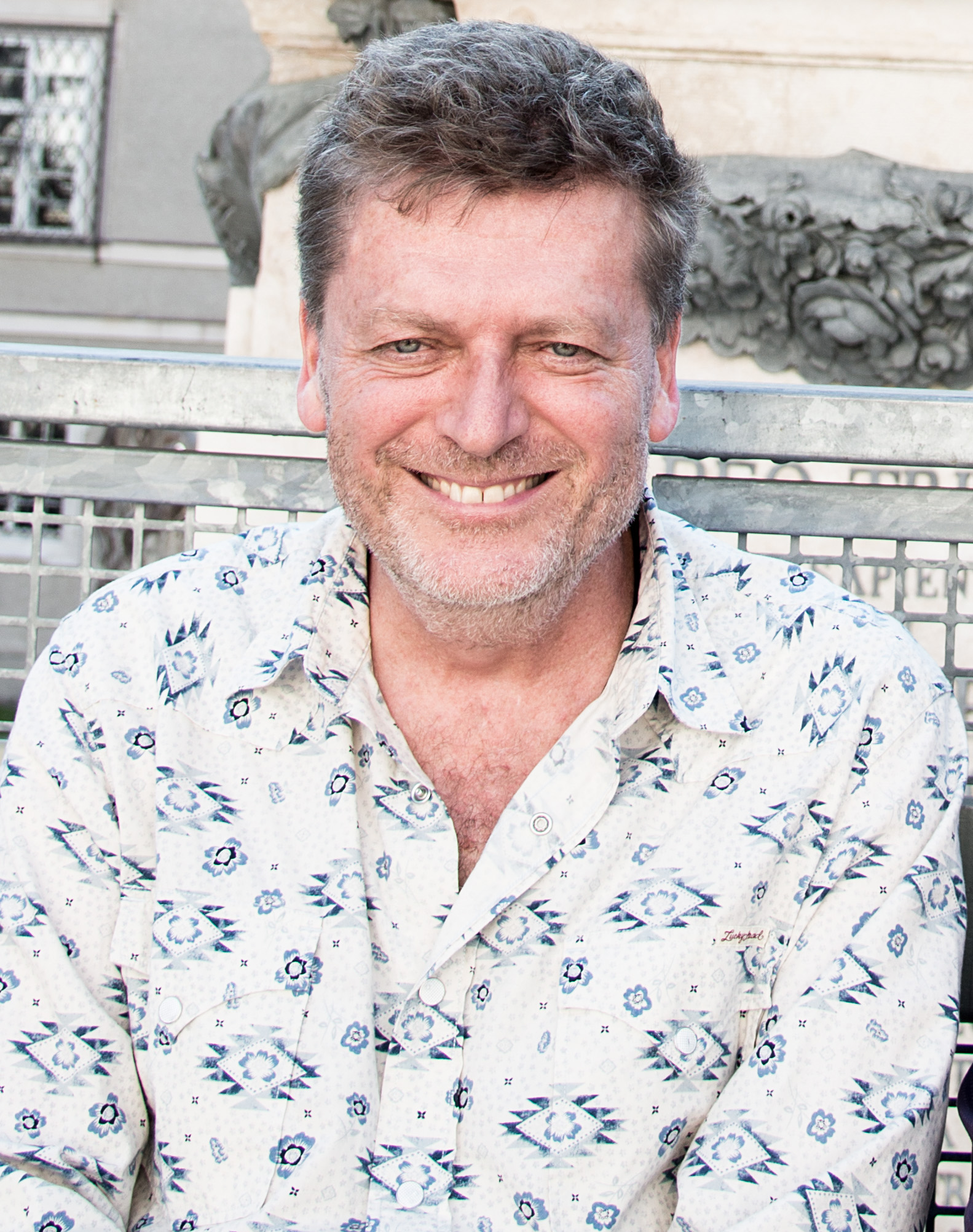
Brian Mertes, Salzburg 2014

Brian Mertes (geboren in Texas) ist ein US-amerikanischer Theater- und Fernsehregisseur. Er zeichnete 2013 – gemeinsam mit Julian Crouch – für die Neuinszenierung des Jedermann bei den Salzburger Festspielen verantwortlich.

## Leben und Werk
Mertes wurde in Texas geboren und ist in Kansas aufgewachsen. Sein Regiestudium absolvierte er u. a. in Philadelphia und in Polen. In den Vereinigten Staaten wurde in den 1990er Jahren für eine Reihe von Uraufführungen zeitgenössischer Theatertexte bekannt. 2003 hat er gemeinsam mit seiner Frau, der Regisseurin Melissa Kievman, das Lake Lucille Project mit Tschechow-Inszenierungen unter freiem Himmel und an wechselnden Schauplätzen ins Leben gerufen. Neben seiner Arbeit für die Bühne ist Mertes auch als Regisseur von Fernseh-Serien tätig.

### Bühnenarbeit
Bekannt wurde Mertes als Regisseur zeitgenössischer Theatertexte. Unter anderem zeichnete er für die Uraufführungen von José Riveras Massacre (Rattlestick Playwrights Theater in New York, 2007) und David Greenspans The Myopia (Foundry Theater in New York, 2010) verantwortlich. Neue Arbeiten zeigte er auch so verschiedenen Häusern, wie Ensemble Studio Theater, Manhattan Class Company, Soho Rep, Naked Angels, Manhattan Theater Club, The Public, PS 122, Actors Theater of Louisville, Playwrights Center Minneapolis, New Dramatists, Ars Nova, PlayPenn, sowie am BACA. Schließlich inszenierte er 2012 in einer leeren Lagerhalle in Industry City in Brooklyn Lanford Wilsons Balm In Gilead (1965).
Seine Nähe zu Cechov dokumentiert nicht nur das Lake Lucille Project, sondern auch eine Produktion der Three Sisters (Chautauqua Theater Company, 2011).

### Lake Lucille Project
Brian Mertes und Melissa Kievman besitzen ein 200 Jahre altes Steinhaus nahe dem Lake Lucille im Bundesstaat New York, etwa 40 Minuten von Manhattan entfernt. Seit 2003 erarbeiten die beiden dort jeweils im Sommer mit bis zu 65 Darstellern und Crew Stücke von Tschechow, wobei auf die Verwendung einer klassischen Bühne bewusst verzichtet wird und die Trennung von Kunst und Leben, von privat und öffentlich, von Arbeiten und Essen aufgehoben werden soll. Die Produktionen haben inzwischen Kultstatus. Eine Woche lang wird geprobt, es gibt nur eine Aufführung – ob bei Regen oder bei Sonnenschein. Darsteller sind namhafte New Yorker Schauspieler und Sänger sowie eine Reihe junger Talente. Das Publikum rekrutiert sich einerseits aus Nachbarn und Freunden der Umgebung, sowie aus Besuchern, die eigens anreisen. Wichtige Produktionen:
- 2007 Uncle Vanya
- 2008 Platonov
- 2010 Ivanov
- 2011, 2012 Seagull

### Als Fernsehregisseur
Seit den 1990er Jahren arbeitet Mertes regelmäßig für das amerikanische Fernsehen, und zwar für ABC, CBS, NBC und Fox. Er führte Regie unter anderem bei 127 Episoden der Springfield Story (1993–2009), bei drei Folgen Law and Order (Legacy und Ritual, beide 1997, sowie Tabloid, 1998), bei sechs Episoden von As the World Turns (2009) und bei sieben Episoden von General Hospital (2010).
Mertes’ Arbeit für die Springfield Story wurde mit bislang sechs Nominierungen für den Directors Guild of America Award und den Fernsehpreis Emmy anerkannt. 1994 gewann er den Emmy.

### Jedermann
2013 wurde er von Alexander Pereira und Sven-Eric Bechtolf, dem Intendanten und dem Schauspieldirektor der Salzburger Festspiele, eingeladen, gemeinsam mit Julian Crouch eine grundlegende Neufassung des Hofmannsthal'schen Jedermann am Salzburger Domplatz zu erarbeiten. Die Neuproduktion spaltete die Theaterkritik, wurde jedoch vom Publikum mit Standing Ovations begeistert aufgenommen. Das Hamburger Abendblatt konstatierte: „Wenn es Brian Mertes und Julian Crouch um schlichte Unmittelbarkeit gegangen ist, dann haben sie dieses Ziel erreicht, und den 'Jedermann' auf eine Weise entstaubt, die für Salzburger Verhältnisse atemberaubend ist.“

### Lehrtätigkeit
Mertes ist ordentlicher Professor für darstellende Kunst an der renommierten Brown University in Providence und leitet dort das Master of Fine Arts Directing Program. An der dortigen Trinity Repertory Company inszenierte er im Oktober 2011 Bruce Norris’ erfolgreiches Stück Clybourne Park (2010) und Anfang 2013 eine Dramatisierung von Dostojevskis Crime and Punishment mit nur drei Darstellern. Die Kostüme für beide Produktionen wurden von Olivera Gajic gestaltet. Im Januar 2014 erarbeitete er mit dieser Theatergruppe eine Produktion von Sam Shepards A Lie of the Mind (1985).
Seine Lehrtätigkeit brachte Mertes an die Columbia University und die NYU, als Gastregisseur wirkte er auch an der North Carolina School of the Arts, am Purchase College der State University of New York, an der University of Texas in Austin, sowie in Yale. Mertes unterrichtet ebenso an der Juilliard School und inszenierte dort unter anderem John Bartons Trilogie The Greeks und zuletzt 2010 die Multimedia-Theaterarbeit The Americans, in der er Texte aus Sam Shepards Paris, Texas, Songs des Alternative Country Sängers Jim White, sowie Erzählungen seiner Studenten zu einer szenischen Collage verknüpfte.

## Auszeichnung
- 1994 Emmy für beste Regie (Daytime Serials), gemeinsam mit Matt Lagle, für Guiding Light (= damaliger Name der Springfield Story), Episode 14.322